# Stor-Leskäret
Stor-Leskäret is een Zweeds eiland behorend tot de Pite-archipel. Het eiland ligt samen met Lill-Leskäret tussen Jävreholmen en het vasteland. Samen met Stor-Leskäret vormt het het Leskären Natuurreservaat. Stor-Leskäret heeft enige bebouwing in de hoedanigheid van zomerhuisjes.